# Adaks antilopa
Adaks antilopa ili adaks (lat. Addax nasomaculatus) vrsta je afričke antilope. Krajnje je ugrožena i u velikoj opasnosti od izumiranja. Prisutna je u sljedećim državama: Mauritanija, Čad i Niger. Adaks se smatra izumrlim u Libiji, Alžiru, Egiptu, Sudanu, Maroku i Zapadnoj Sahari. Vrsta je reintroducirana u Maroko i Tunis. Staništa vrste su planine, ekosustavi niskih trava, šumski ekosustavi i pustinje.

## Izgled
Adaks antilopa je zdepasta izgleda s kratkim nogama i zavijenim rogovima. Može narasti do visine od 115 cm i težiti oko 95-105 kg. Za vrijeme ljeta krzno joj je bijele boje, a za vrijeme zime tamnije sive boje. Na nogama ima široke papke koji sprječavaju propadanje u pijesak i olakšavaju duga putovanja. Spavajući danju i zadržavanjem u sjeni lakše podnosi pustinjske vrućine. Vrsta je poznata po dugom preživljavanju bez da pije vodu jer jako dobro iskorištava vlagu iz biljaka. Živi u krdima od oko 20 jedinki i prelazi velike udaljenosti u potrazi za hranom ili zaklonom. Na čelu je uvijek dominantan mužjak.

## Ugroženost
U svijetu postoji svega oko 500 adaks antilopa u divljini i nekoliko desetina zoološkim vrtovima. Adaks je najviše uništen od strane ljudi, a postali su lovina zbog mesa i skupe kože. Najviše su stradale u Drugom svjetskom ratu kada su bile osnovna hrana za vojsku.